# Star Wars Jedi: Survivor
Star Wars Jedi: Survivor é um jogo eletrônico de ação-aventura desenvolvido pela Respawn Entertainment e publicado pela Electronic Arts. Parte do universo Star Wars e uma sequência de Star Wars Jedi: Fallen Order de 2019, a história acompanha o jovem cavaleiro jedi Cal Kestis e seus amigos enquanto lutam contra o tirânico Império Galáctico ao mesmo tempo que tentam encontrar um mítico planeta escondido que pode servir de refúgio para aqueles oprimidos pelo Império. A jogabilidade envolve o uso do sabre de luz e habilidades da Força de Cal para derrotar uma variedade de inimigos. O jogo possui um estilo de projeto semelhante a metroidvanias em que novas áreas ficam acessíveis a medida que o jogador desbloqueia habilidades e equipamentos.
O desenvolvimento de Survivor começou no final de 2019, logo após o lançamento de Fallen Order, e foi afetado pela pandemia de COVID-19, que forçou grande parte da equipe a trabalhar remotamente. O objetivo da Respawn era expandir significativamente o escopo e escala, refinando as mecânicas estabelecidas no jogo original e também introduzindo novos elementos de jogabilidade como companheiros controlados pela inteligência artificial. A equipe colaborou bastante com a Lucasfilm, a detentora da propriedade intelectual de Star Wars, na escrita da narrativa. O tom da história de Survivor é muito mais sombrio quando comparado com Fallen Order, explorando o tema da futilidade de lutar diante de um inimigo tão dominante e introduzindo novos antagonistas.
Survivor foi anunciado pela Electronic Arts em maio de 2022 e lançado mundialmente em abril de 2023 para PlayStation 5, Xbox Series X/S e Microsoft Windows, enquanto versões para PlayStation 4 e Xbox One estrearam em setembro de 2024. O jogo foi bem recebido pela crítica especializada, que elogiou seus personagens, combate, projeto de nível e música, com a maioria considerando que era uma melhora significativa sobre seu predecessor. Entretanto, a versão para Windows foi criticada por problemas técnicos. Foi um sucesso comercial e foi indicado a vários prêmios em premiações como The Game Awards, D.I.C.E. Awards e British Academy Games Awards. Uma sequência, planejada para fechar a trilogia de Cal Kestis, está atualmente em desenvolvimento.

## Jogabilidade

A jogabilidade de Survivor envolve o protagonista Cal Kestis enfrentando diversos adversários com seu sabre de luz

Star Wars Jedi: Survivor é um jogo eletrônico de ação-aventura jogado com uma perspectiva em terceira pessoa. O jogador controla o protagonista Cal Kestis e pode usar seu sabre de luz para atacar inimigos ou bloquear ataques contra si. Cal e seus inimigos possuem um medidor de vida e bloqueio. Ele pode usar o sabre de luz para atacar inimigos ou bloquear ataques e projéteis. Caso o bloqueio ocorra pouco antes do ataque, isto irá aparar o ataque ou desviar um projétil. Aparar reduz significativamente o medidor de bloqueio do adversário, abrindo uma oportunidade para infligir grandes danos. Alguns inimigos adquirem um brilho vermelho quando estão para lançar um ataque não bloqueável. Há cinco posturas diferentes para o sabre de luz (simples, lâmina dupla, dupla empunhadura, blaster e guarda), cada uma útil contra diferentes tipos de inimigos e situações, porém só é possível equipar duas posturas ao mesmo tempo. Por exemplo, lâmina dupla é mais adequada para grupos de inimigos, enquanto guarda é lenta mas capaz de infligir grandes danos. Há cinco opções de dificuldade.
Cal tem acesso a vários poderes da Força, permitindo que ele puxe ou empurre inimigos e brevemente desacelere o tempo. Mais habilidades são desbloqueadas à medida que a história progride, como levantar ou empurrar inimigos para o chão e confundi-los para atacarem um companheiro. Usar habilidades da Força gasta o medidor de Força de Cal, porém este pode se encher de novo infligindo danos a oponentes. Cal é acompanhado pelo droide BD-1, que em combate pode ajudá-lo lhe dando itens de cura e hackeando droides inimigos. Cal ocasionalmente pode ter a companhia de outro personagem que irá ajudá-lo em combate e travessia. Progredir na história e derrotar oponentes concede pontos de experiência que podem ser usados para aprimorar as habilidades de Cal. A árvore de habilidades é dividida em três categorias, se focando nas posturas, habilidades da Força e sobrevivência. Cada postura tem sua própria árvore de habilidades. Também é possível equipar itens que proporcionam bônus de combate passivos.
Alguns planetas são níveis lineares, mas outros são espaços enormes e extensos que o jogador pode explorar livremente. "Pontos de Meditação" estão espalhados pelos mapas, sendo os locais onde o jogador pode restaurar sua vida, porém fazer isso faz com que todos os inimigos derrotados ressurjam. Pontos de meditação também servem como pontos de viagem rápida e um local onde o jogador pode trocar de postura de combate e aprimorar suas habilidades. Cal ressurge no último ponto de meditação usado quando é morto em combate. Atacar o mesmo inimigo que derrotou Cal restaura os pontos de experiência perdidos. Montagens estão disponíveis e permitem uma travessia mais rápida pelos planetas. Cal pode realizar movimentos como correr em paredes, fazer impulsos no ar e pulos duplos por meio de suas habilidades da Força. Também há um gancho que pode ser utilizado para alcançar pontos de engate distantes. O jogador precisa combinar esses movimentos acrobáticos para alcançar grandes distâncias e completar desafios de plataforma para progredir. Tanto Cal quanto BD-1 podem desbloquear aprimoramentos e ferramentas para travessia e assim alcançar lugares previamente inacessíveis. A estrutura do jogo é similar a um metroidvania. Vários atalhos podem ser desbloqueados, permitindo que novas visitas ao mesmo local fiquem mais eficientes.
O jogador pode encontrar personagens não jogáveis que darão a Cal missões paralelas. Alguns deles podem ser recrutados para se juntarem ao Bar de Pyloon, desbloqueando mais conteúdos paralelos como eliminação de caçadores de recompensa, jardinagem e Holotática, um jogo de mesa dentro de Survivor. BD-1 também pode ajudar a abrir baús do tesouro que desbloqueiam cosméticos para Cal, sua sabre de luz e BD-1. Também pode encontrar vários colecionáveis que podem ser vendidos em lojistas em troca de aprimoramentos, itens bônus e cosméticos. Cal pode coletar Essências da Força que aumentam sua vida e Força máximas ou concede pontos de experiência adicionais. Sete Câmaras Jedi da época da Alta República estão espalhadas pelo planeta Koboh, contendo quebra-cabeças e desafios para o jogador e que proporcionam recompensas como pontos de experiência e bônus. O jogador também pode completar Rasgos da Força, salas de desafio opcionais que recompensam pontos de experiência.

## Enredo
Cinco anos depois de destruir o holocron, o cavaleiro jedi Cal Kestis se separou de Cere Junda, Greez Dritus e Merrin para continuar sua luta contra o Império como um rebelde trabalhando para Saw Guerrera. Cal e sua equipe se infiltram no planeta Coruscant, a capital do Império, e roubam dados militares do senador Daho Sejan. Cal fica desanimado ao descobrir que, apesar dos seus esforços, o Império está ficando ainda mais poderoso. Ele e equipe são emboscados, com apenas Cal e seu companheiro mercenário Bode Akuna conseguindo escapar, porém a nave Stinger Mantis é danificada no processo. Cal se reencontra com Greez no planeta Koboh para consertar a nave e, enquanto procura peças, encontra ZN-A4, ou "Zee", uma droide que serviu à Ordem Jedi durante a época da Alta República. Zee dá a Cal um dispositivo que aciona uma instalação antiga na floresta, onde ele tem uma visão de Dagan Gera e Santari Khri, dois jedi da Alta República que descobriram o mítico planeta de Tanalorr escondido além de uma nebulosa supostamente intransponível. Cal encontra Dagan em estase dentro de um tanque, libertando-o. Entretanto, Dagan o ataca e escapa com um grupo de saqueadores liderados por Rayvis.
Cal, Bode e Greez, percebendo o valor de um planeta inacessível para o Império, consertam a Stinger Mantis e viajam para o planeta Jedha, onde descobrem que Cere está trabalhando com Merrin e o mestre jedi Eno Cordova para reconstruírem os arquivos jedi junto com uma organização de resistência chamada Caminho Oculto. Cordova revela que Dagan foi a única pessoa a encontrar um caminho pela nebulosa até Tanalorr e que Santari desenvolveu uma bússola para navegar até o planeta, com um assentamento e templo jedi sendo erguidos no local. Entretanto, a República evacuou o planeta e destruiu a maioria das bússolas depois de ser atacada por agressores externos. Dagan, furioso pela Ordem Jedi ter abandonado Tanalorr, matou vários outros jedi para tentar ficar com uma das bússolas, mas Santari lhe decepou um braço e o colocou em estase. Cal, Merrin, Bode e Greez decidem procurar pelas três bússolas restantes; Bode quer encontrar um refúdio para sua filha Kata, enquanto Merrin acredita que o Caminho Oculto pode usar Tanalorr como uma nova casa. Durante sua jornada, Cal e Merrin confessam que estão apaixonados um pelo outro e decidem entrar em um relacionamento.
Duas bússolas mostram-se danificadas além de qualquer possibilidade reparo, mas Cal consegue obter uma terceira depois de matar Rayvis e Dagan. Entretanto, o Império lança um ataque contra Jedha, durante o qual Bode mata Cordova e rouba a bússola. Bode revela ser tanto um espião imperial quanto um antigo jedi. Enquanto isso, Cere tenta impedir que o Império alcance os arquivos, porém é morta por Darth Vader. Cal, furioso pelas mortes de Cere e Cordova, se infiltra em uma base imperial em busca de Bode. Este consegue fugir com a bússola e Kata, com Cal brevemente abraçando o lado sombrio da Força antes de ser dissuadido por Merrin. Seguindo uma mensagem deixada por Santari, Cal, Merrin e Greez conseguem abrir um caminho alternativo pela nebulosa. Eles chegam em Tanalorr e tentam convencer Bode a se render, porém este recusa e é morto por Cal. Com o planeta sob seu controle, Cal, Merrin e Greez decidem cuidar de Kata e entrar em contato com o que restou do Caminho Oculto para trazê-los a Tanalorr.

## Desenvolvimento
Star Wars Jedi: Survivor foi desenvolvido pela Respawn Entertainment, com Stig Asmussen retornando como o diretor do jogo. O desenvolvimento começou no final de 2019, logo após o lançamento de Star Wars Jedi: Fallen Order, e durou três anos e meio. A produção foi afetada significativamente pela pandemia de COVID-19, o que significou que grande parte do jogo foi produzido com a equipe a trabalhando remotamente. Survivor foi o último título de Star Wars publicado pela Electronic Arts (EA) como parte de seu contrato de dez anos de exclusividade com a Lucasfilm, a detentora da propriedade intelectual da franquia; o período de exclusividade terminou no final de 2023.

### Narrativa
A Respawn trabalhou com a Lucasfilm para garantir que os eventos do jogo não conflitassem com outros projetos ou com desenvolvimentos mais amplos do universo Star Wars, fazendo a equipe posicionar Cal Kestis como alguém importante mas anteriormente não visto em outros projetos. Cal, diferentemente de sua imagem desorganizada em Fallen Order, ficou em Survivor mais comparável com seu típico herói de Star Wars, sendo mais experiente e confiante. Entretanto, segundo o ator Cameron Monaghan, a visão de mundo do personagem mudou depois de anos lutando contra o Império, tendo ficado mais cansado do mundo e das pessoas, além de perder sua determinação. Monaghan interpretou Cal como um jovem herói carregando um "fardo além da sua idade", comentando que o personagem perdeu "bastante de sua ingenuidade ao longo dos anos". Cal ficou cansado de lutar uma guerra perdida, mas ele não quer desistir porque muitas pessoas se sacrificaram pela luta. Survivor explorou o papel de um jedi durante tempos cada vez mais difíceis. O uso do blaster, uma arma normalmente desaprovada pelos jedi, simbolizava Cal se afastando de ser um cavaleiro jedi. O personagem entra em contato com o lado sombrio da Força várias vezes, com a equipe narrativa querendo deixá-lo em um "estado inquieto" ao final da história. Cenas cinemáticas foram pensadas para serem mais "viscerais" e "pé no chão" para se encaixarem com o tom mais sombrio de Survivor. O compositor Gordy Haab comentou que a música também adquiriu um tom mais sombrio para refletir a "onipresença" do Império. Mesmo assim, os roteiristas tentaram manter uma sensação de aventura com momentos de leveza e humor espalhados.
Vários personagens coadjuvantes de Fallen Order retornam em Survivor. A mestre jedi Cere Junda se aliou aos religiosos anacoretas com o objetivo de preservar os arquivos jedi, com seu cabelo raspado servindo de reflexo para a vida mais simples e espiritual que a personagem passou a viver. Já Merrin ficou mais confiante do que era no primeiro jogo, com seu relacionamento amoroso com Cal se tornando um tema central da história. BD-1 foi descrito como a "base emocional" da história de Cal. O ator Gideon Emery, que interpretou o droide nas gravações, seguiu o mesmo processo de captura de movimento que os outros atores. Ele fez os sons do personagem enquanto usava uma flauta nasal, seguindo Monaghan pelo cenário segurando uma réplica de papelão de BD-1. Segundo Joanna Robb, a projetista narrativa técnica, Bode Akuna foi "difícil de lidar em todos os níveis", pois a equipe precisava levar os jogadores a acreditarem que o personagem era genuinamente um aliado durante boa parte da história ao mesmo tempo que armavam os elementos para que sua traição fosse ainda mais devastadora. A Respawn implementou mecânicas para garantir que Bode fosse genuinamente prestativo em combate e diálogos brincalhões foram escritos entre ele e Cal a fim de estabelecer uma conexão entre ambos. Segundo Robb, algumas das técnicas usadas por Bode contra inimigos normais são depois usadas contra Cal em seus confrontos de chefe. O relacionamento entre os dois personagens foi descrito como "trágico", pois ambos tiveram infâncias similares e desenvolveram uma amizade genuína. Bode foi criado pelo projetista narrativo Aaron Contreras, que se inspirou no personagem Bodhi do filme Point Break.
Rayvis pertencia da espécie alienígena gen’dai, cujo corpo é feito de tentáculos regenerativos. A equipe descreveu o personagem como alguém com um forte sentimento de honra e um "cavaleiro nobre em seu mundo". Rayvis lidera um grupo de mercenários descritos pelos desenvolvedores como "engenhosos" e "implacáveis", com seus assentamentos sendo inspirados em tribos nômades do Planalto Tibetano. Dagan Gera, um jedi da época da Alta República que caiu para o lado sombrio, foi considerado um "adversário interessante" para Cal e "um reflexo do caminho sombrio que Cal pode seguir". Dagan ficou obcecado por alcançar o planeta Tanalorr, mas os roteiristas tentaram garantir que ele não fosse um vilão "estático", assim gradualmente desenvolveu outras queixas, como culpar Cal por não conseguir impedir o Império de se espalhar. Segundo o artista conceitual Theo Stylianides, a aparência pálida e olhos claros de Dagan ajudavam a criar "uma aura de mistério". Seu relacionamento com Santari Khri foi pensado para espalhar o de Cal com Merrin. A era da Alta República mostrou a Ordem Jedi em seu auge, assim Cal passar por suas ruínas criava uma situação desconfortável para ele.

### Projeto técnico
A Respawn descreveu Survivor como "uma expansão de Fallen Order em todos os modos possíveis", com a equipe querendo abordar as opiniões dos jogadores e deixar a experiência geral mais bem feita. Viagens rápidas e um mapa mais legível foram identificados como alguns dos elementos mais pedidos. A equipe também trouxe de volta mecânicas que tinham sido descartadas em Fallen Order. Por exemplo, a postura de duas lâminas tinha sido planejada no primeiro jogo, mas foi relegada a apenas um ataque especial porque a equipe não teve tempo suficiente para desenvolvê-la melhor na jogabilidade. Os desenvolvedores tomaram conscientemente a decisão de desbloquear todas as habilidades de Cal oriundas de Fallen Order no início de Survivor, pois o personagem não era mais o fraco aprendiz do primeiro jogo. Váriso tipos de inimigos que podem fazer frente para algumas de suas habilidades da Força foram introduzidos para que o personagem não ficasse muito superpoderoso. A Respawn decidiu no começo do desenvolvimento que droides se tornariam inimigos mais proeminentes, o que proporcionou maior liberdade para a equipe criar armas e padrões de ataque únicos. Novas habilidades e aprimoramentos foram ligados à história e não à colecionáveis escondidos com o objetivo de manter a sensação de progresso. Os desenvolvedores não queriam mudar os fundamentos do combate, mas ele foi projetado para ser mais fluído do que em Fallen Order, sendo comparado com uma dança. Companheiros controlados pela inteligência artificial respondem às ações dos jogadores com suas próprias habilidades, porém isso não foi ensinado a fim de criar momentos "emergentes" coreografados como um filme.
Survivor, assim como Fallen Order, adotou uma estrutura similar a um metroidvania. A Respawn queria colocar mais áreas opcionais para o jogador descobrir. Várias opções de customização e aprimoramentos de jogabilidade foram espalhados pelos mundos com o objetivo de incentivar a exploração. O projetista de nível principal Martin Badowsky disse que a intenção era para que Koboh tivesse uma área central densa com periferias mais abertas à medida que os jogadores explorassem as áreas externas. Além disso, os locais de pouso da Stinger Mantis foram movidos para lugares mais centrais nos planetas para que assim desse acesso mais fácil para várias regiões. Os planetas foram projetados para encorajarem repetidas visitas, com os jogadores podendo utilizar habilidades recém adquiridas para acessarem áreas previamente inalcançáveis. A geografia de Koboh , que possui várias paisagens verticais e superfícies planas, foi inspirado em terraceamentos e saliências de cânions. A equipe tentou manter uma estética de "Velho Oeste", com os assentamentos do jogo sendo inspirados por edifícios de fazenda e casas modulares. A Respawn queria que Jedha parecesse "antigo" e "quase mítico" já que era considerado o planeta espiritual dos usuários da Força, com os desenvolvedores se inspirando na Antiguidade Clássica para sua criação. Tanalorr foi descrito pela Respawn como um ambiente "parecido com o paraíso, de outro mundo"; azul e roxo foram escolhidos como as principais cores do planeta com o objetivo de criar uma ambientação "bem calma e quieta". Quebra-cabeças ambientais, como aqueles das Câmaras de Meditação, foram inspirados nos santuários de The Legend of Zelda: Breath of the Wild.

## Lançamento

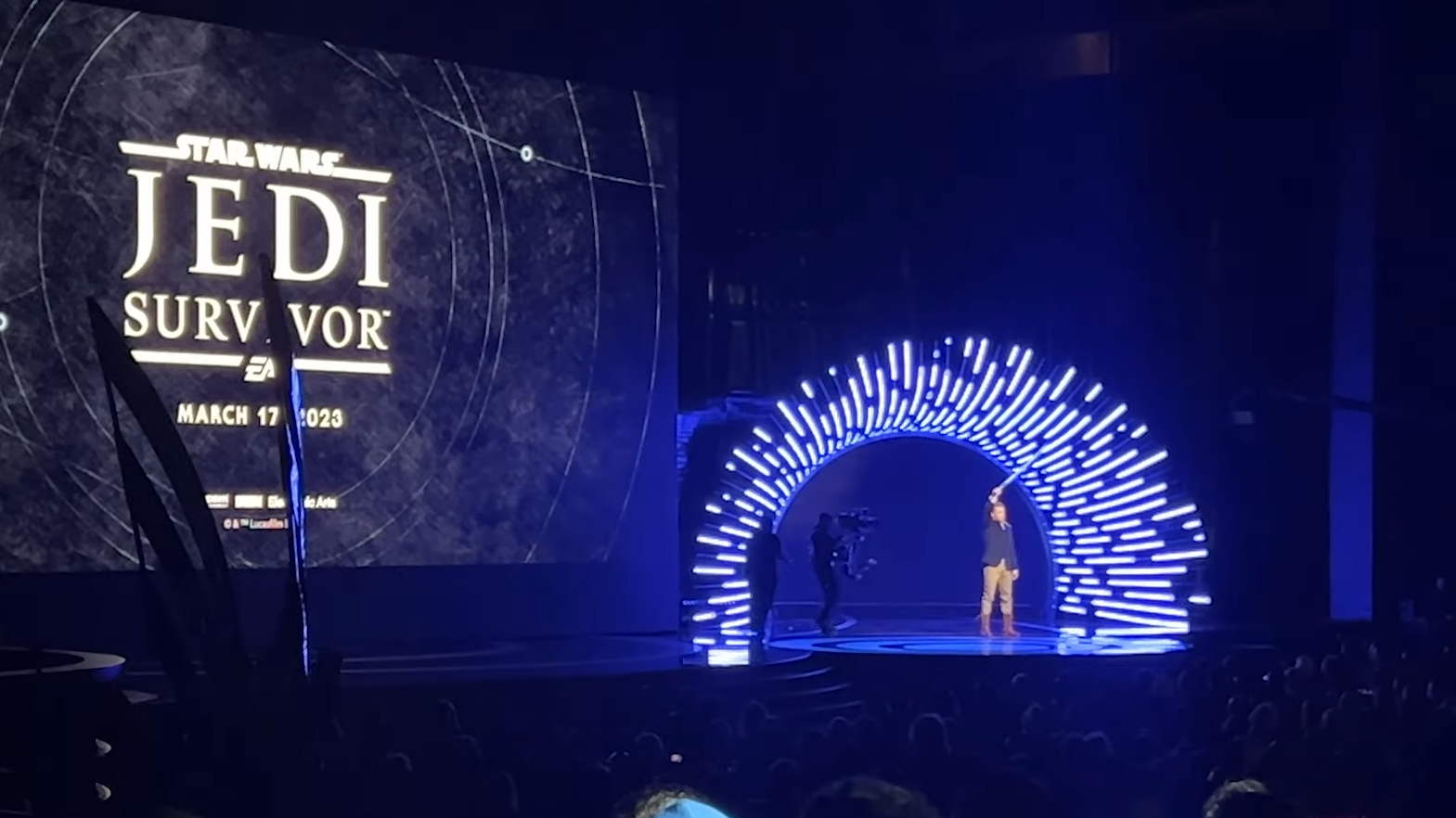
O ator Cameron Monaghan divulgando Survivor no The Game Awards 2022

A EA anunciou em janeiro de 2022 que uma sequência de Fallen Order estava em desenvolvimento. Survivor foi oficialmente anunciado em maio para Microsoft Windows, PlayStation 5 e Xbox Series X/S com um trailer exibido na Star Wars Celebration. Imagens de jogabilidade foram mostradas em dezembro durante o The Game Awards 2022, com Monaghan anunciando a data de lançamento para 17 de março de 2023. A EA anunciou em janeiro de 2023 que o lançamento seria adiado para 28 de abril com o objetivo de dar aos desenvolvedores mais tempo para solucionarem problemas técnicos. Três conjuntos cosméticos foram disponibilizados como bônus de pré-venda. O primeiro vinha com as edições padrão e de luxo e replicava os trajes de Obi-Wan Kenobi na série Obi-Wan Kenobi, mais seu sabre de luz nos filmes Episode I e Episode II. Os outros cosméticos vinham com a edição de luxo e replicavam o blaster e trajes de Han Solo e jaqueta de Luke Skywalker em Episode IV. Versões para PlayStation 4 e Xbox One estrearam em 17 de setembro de 2024.
O romance Star Wars Jedi: Battle Scars, escrito por Sam Maggs e publicado em 7 de março de 2023, faz a ponte dos cinco anos que separam Fallen Order e Survivor. Cal foi introduzido em junho de 2023 como um personagem especial jogável no jogo para celular Star Wars: Galaxy of Heroes, sendo desbloqueado depois de passar por várias fases que recapitulavam os eventos de Fallen Order. A EA e a Disney fizeram uma parceria com a Hasbro e o The Lego Group para a criação de bonecos e conjuntos Lego de Cal. Um livro com artes conceituais foi publicado pela Dark Horse Comics. Uma réplica do sabre de luz de Cal foi lançada em agosto. Uma cópia gratuita de Survivor para Windows foi incluída com a compra do processador Ryzen 7000 da AMD em uma promoção que durou de janeiro a abril.

## Recepção

### Crítica
Segundo o agregador de resenhas Metacritic, Star Wars Jedi: Survivor foi de forma geral bem recebido pela crítica especializada. Muitos críticos consideraram que o jogo representava uma melhora significativa sobre seu predecessor.
Rick Lane do The Guardian achou que o título era "visualmente espetacular, mecanicamente sofisticado e desenfreadamente divertido", comentando que tinha tudo que um jogador poderia querer de um jogo de Star Wars e uma produção de grande orçamento. Matt Miller da Game Informer elogiou o combate como "desafiador" e as batalhas de chefes por serem climáticas e memoráveis, falando que os jogadores precisavam observar os movimentos dos inimigos cuidadosamente para que pudessem sair vitoriosos. Dan Stapleton da IGN escreveu que Survivor tinha "algumas das batalhas corpo a corpo mais vistosas e ferozes de Star Wars", com desmembramentos deixando o combate ainda mais satisfatório. Ele elogiou a variedade de inimigos, destacando as forças imperiais e droides separatistas dos filmes prequela. Jordan Ramée da GameSpot gostou do fluxo do combate, o que exigia que os jogadores equilibrassem timing cuidadoso e agressão estratégica. Connor Makar da VG247 elogiou as posturas de combate por atenderem a uma ampla variedade de estilos de jogo. Todd Harper da Polygon achou que o combate era uma melhora em relação a Fallen Order, mas criticou a pequena janela de aparo e certos encontros por sobrecarregarem o jogador com inimigos, deixando as lutas "intoleráveis". Vários críticos elogiaram a decisão da Respawn de deixar Cal poderoso desde o começo, além da adição da opção de viagem rápida.
Miller gostou que Cal era um personagem bastante móvel e escreveu que os desafios de navegação continuaram interessantes à medida que foram ficando cada vez mais complicados. Stapleton também achou que a navegação era satisfatória e comentou que os jogadores podiam cobrir longas distâncias sem tocarem o chão ao encadearem vários movimentos em sequência. Por outro lado, Alice Bell da Rock Paper Shotgun achou que a navegação podia sobrecarregar o jogador porque havia muitos dispositivos e opções. Morgan Park da PC Gamer escreveu que o título estava bem dividido entre seções de combate e de plataforma, transformando-o na prática em um jogo eletrônico de plataforma, destacando Koboh como "uma coleção de fases lineares conectadas a uma área central como raios de uma roda". Alessandro Fillari da Ars Technica comparou a estrutura de Survivor com God of War de 2018 e elogiou a sensação de escala do jogo, porém comentou que teve dificuldades em descobrir como progredir porque algumas vezes não era claro quais objetos Cal poderia usar para escalar ou usar para avançar. Bell comentou que apesar de não existirem muitos mapas, eles eram "labirintos de queijo suíço que se dobram por baixo e por cima de si mesmos", elogiando as inspirações do gênero metroidvania. Stapleton descreveu as fases como meticulosamente criadas, aplaudindo suas densidades e ambientes diversos. Ali Jones da GamesRadar+ afirmou que Koboh "supera todo Jedi: Fallen Order combinado", mas achou que a Respawn não conseguiu preencher esses espaços "além de jogar desafios" em cima do jogador constantemente. Vários críticos não gostaram da quantidade de colecionáveis presentes no jogo.
Miller achou que a história começou muito devagar e sofreu de uma falta de foco, porém considerou que as interações entre personagens e a abordagem de temas clássicos de Star Wars deixavam a campanha "memorável e recompensadora". Stapleton gostou da falta de urgência da história, o que encorajava os jogadores a explorar. Ele achou que Cal teve um desenvolvimento de personagem significativo em Survivor e elogiou a interpretação de Monaghan. Entretanto, achou que a reviravolta narrativa foi muito previsível. Harper também elogiou as interações entre os personagens e comentou que a jornada de Cal de remontar a equipe criava "uma vibe agradável de Mass Effect 2". Ramée descreveu a narrativa como uma "história emocionante de um jedi tentando evitar perdas", gostando de como os antagonistas serviam de contraste para Cal, catalisando seu crescimento. Park gostou que narrativa se focou em como Cal lidava com a inutilidade de sua luta e a dominância do Império, porém achou que esses temas foram ofuscados na metade do jogo. Will Nelson da PCGamesN criticou a história por ser muito "formulaica", comentando que os motivos narrativos para retornar aos planetas eram "inventados".
Muitos críticos e jogadores reclamaram de problemas técnicos com a versão para Windows. A EA lançou uma atualização no dia de estreia para melhorar a performance e prometeu mais atualizações nas semanas seguintes. A publicadora afirmou que um dos principais motivos para a performance ruim era jogadores usando um Windows 10 com processadores mais avançados feitos para o Windows 11. A Digital Foundry considerou o lançamento de Survivor para Windows como o pior do ano para essa plataforma dentre jogos de grande orçamento, comentando que a performance continuava insatisfatória "mais de 500 dias depois de seu lançamento inicial".

### Vendas
A versão de PlayStation 5 de Survivor vendeu 16 742 unidades físicas durante sua primeira semana de vendas no Japão, sendo o sétimo jogo mais vendido no varejo japonês daquela semana. As vendas do título no Reino Unido foram trinta por cento melhores do que aquelas de Fallen Order. Foi o jogo eletrônico mais vendido no mês de abril de 2023 nos Estados Unidos. Andrew Wilson, o diretor executivo da EA, afirmou em maio durante uma reunião com acionistas que a empresa estava "muito feliz" com o desempenho comercial de Survivor e que as vendas estavam com um ritmo acima das expectativas. A EA descreveu o título em agosto como um "sucesso comercial".

### Prêmios
| Ano  | Premiação                           | Categoria | Resultado | Ref             |
| ---- | ----------------------------------- | --- | --------- | --------------- |
| 2023 | Golden Joystick Awards 2023         | Jogo Definitivo do Ano | Indicado  | [ 97 ]          |
| 2023 | Golden Joystick Awards 2023         | Melhor Performance Principal (Cameron Monaghan) | Indicado  | [ 97 ]          |
| 2023 | Golden Joystick Awards 2023         | Melhor Narrativa | Indicado  | [ 97 ]          |
| 2023 | Golden Joystick Awards 2023         | Jogo PlayStation do Ano | Indicado  | [ 97 ]          |
| 2023 | The Game Awards 2023                | Melhor Interpretação (Cameron Monaghan) | Indicado  | [ 98 ]          |
| 2023 | The Game Awards 2023                | Melhor Jogo de Ação/Aventura | Indicado  | [ 98 ]          |
| 2023 | The Steam Awards 2023               | Melhor Jogo Narrativo | Indicado  | [ 99 ]          |
| 2024 | 66º Annual Grammy Awards            | Melhor Trilha Sonora para Jogos Eletrônicos ou Outra Mídia Interativa (Stephen Barton e Gordy Haab) | Venceu    | [ 100 ]         |
| 2024 | 2023 NAVGTR Awards                  | Direção de Câmera em um Motor de Jogo | Indicado  | [ 101 ]         |
| 2024 | 2023 NAVGTR Awards                  | Projeto de Controle, Tridimensional | Indicado  | [ 101 ]         |
| 2024 | 2023 NAVGTR Awards                  | Direção em Cinema de Jogo | Indicado  | [ 101 ]         |
| 2024 | 2023 NAVGTR Awards                  | Projeto de Jogabilidade, Franquia | Indicado  | [ 101 ]         |
| 2024 | 2023 NAVGTR Awards                  | Interpretação em Drama, Coadjuvante (Tony Amendola) | Indicado  | [ 101 ]         |
| 2024 | 2023 NAVGTR Awards                  | Edição de Som em Cinema de Jogo | Indicado  | [ 101 ]         |
| 2024 | 27º Annual D.I.C.E. Awards          | Jogo de Aventura do Ano (Stig Asmussen, Jason de Heras e Jeff Mager) | Indicado  | [ 102 ]         |
| 2024 | 27º Annual D.I.C.E. Awards          | Melhor Realização em Direção de Arte (Nate Stephens e Chris Sutton) | Indicado  | [ 102 ]         |
| 2024 | 27º Annual D.I.C.E. Awards          | Melhor Realização em Composição Musical (Stephen Barton, Gordy Haab, Nick Laviers, Steve Schnur e Alan Meyerson) | Indicado  | [ 102 ]         |
| 2024 | 27º Annual D.I.C.E. Awards          | Melhor Realização em Projeto Sonoro (Nick von Kaenel, Collin Gregory Peck, Tom Jaine, Alex Barnhart, Oscar Coen, Nick Laviers, Harrison Deutsch, Ashton Faydenko, Kartika Dewi Luky, Tori Ano, Colin Andrew Grant e Andrew Karbowski) | Indicado  | [ 102 ]         |
| 2024 | 20º British Academy Games Awards    | Animação | Indicado  | [ 103 ]         |
| 2024 | 20º British Academy Games Awards    | Realização em Áudio | Indicado  | [ 103 ]         |
| 2024 | 20º British Academy Games Awards    | Música (Stephen Barton, Gordy Haab) | Indicado  | [ 103 ]         |
| 2024 | 20º British Academy Games Awards    | Narrativa | Indicado  | [ 103 ]         |
| 2024 | 20º British Academy Games Awards    | Performance em Papel Principal (Cameron Monaghan) | Indicado  | [ 103 ]         |
| 2024 | 20º British Academy Games Awards    | Performance em Papel Coadjuvante (Debra Wilson) | Indicado  | [ 103 ]         |
| 2024 | 22º Game Audio Network Guild Awards | Áudio do Ano | Venceu    | [ 104 ] [ 105 ] |
| 2024 | 22º Game Audio Network Guild Awards | Melhor Mixagem de Áudio | Venceu    | [ 104 ] [ 105 ] |
| 2024 | 22º Game Audio Network Guild Awards | Melhor Áudio de Cinemática & Cut Scene | Indicado  | [ 104 ] [ 105 ] |
| 2024 | 22º Game Audio Network Guild Awards | Melhor Performance de um Elenco | Indicado  | [ 104 ] [ 105 ] |
| 2024 | 22º Game Audio Network Guild Awards | Melhor Sonoplastia de Jogo | Indicado  | [ 104 ] [ 105 ] |
| 2024 | 22º Game Audio Network Guild Awards | Melhor Áudio de Trailer de Jogo | Indicado  | [ 104 ] [ 105 ] |
| 2024 | 22º Game Audio Network Guild Awards | Melhor Tema Principal | Indicado  | [ 104 ] [ 105 ] |
| 2024 | 22º Game Audio Network Guild Awards | Melhor Canção Original | Indicado  | [ 104 ] [ 105 ] |
| 2024 | 22º Game Audio Network Guild Awards | Melhor Álbum de Trilha Sonora Original | Venceu    | [ 104 ] [ 105 ] |
| 2024 | 22º Game Audio Network Guild Awards | Melhor Projeto Sonoro de Interface de Usuário, Recompensa ou Objetivo | Venceu    | [ 104 ] [ 105 ] |
| 2024 | 22º Game Audio Network Guild Awards | Melhor Interpretação | Indicado  | [ 104 ] [ 105 ] |
| 2024 | 22º Game Audio Network Guild Awards | Realização Criativa e Técnica em Música | Indicado  | [ 104 ] [ 105 ] |
| 2024 | 22º Game Audio Network Guild Awards | Realização Criativa e Técnica em Projeto Sonoro | Venceu    | [ 104 ] [ 105 ] |
| 2024 | 22º Game Audio Network Guild Awards | Diálogo do Ano | Indicado  | [ 104 ] [ 105 ] |
| 2024 | 22º Game Audio Network Guild Awards | Música do Ano | Venceu    | [ 104 ] [ 105 ] |
| 2024 | 22º Game Audio Network Guild Awards | Projeto Sonoro do Ano | Venceu    | [ 104 ] [ 105 ] |
| 2024 | 69º Ivor Novello Awards             | Melhor Trilha Sonora Original de Jogo Eletrônico (Stephen Barton e Gordy Haab) | Venceu    | [ 106 ]         |
| 2024 | 2024 Hugo Awards                    | Melhor Jogo ou Obra Interativa | Indicado  | [ 107 ]         |

## Sequência
Asmussen deixou a Respawn em setembro 2023 para formar sua própria desenvolvedora, mas a EA afirmou que os "líderes veteranos da Respawn vão se apresentar para guiar a equipe enquanto continuam seu trabalho em Star Wars Jedi: Survivor". Asmussen tinha dito no começo do ano que sua intenção era criar uma trilogia, com o terceiro título possivelmente feito com o motor de jogo Unreal Engine 5. Monaghan afirmou ainda em setembro que a equipe estava "no processo de [criar um terceiro jogo] agora". Laura Miele, presidente da EA Entertainment, anunciou para investidores em setembro de 2024 que um terceiro título estava em produção e que será o último da série.